# Synagoga w Wielkich Oczach
Synagoga w Wielkich Oczach – synagoga znajdująca się w Wielkich Oczach, przy drodze prowadzącej z Radymna do Lubaczowa, przed jej wlotem do rynku.

## Historia
Synagoga została zbudowana w 1910 roku. Nie była pierwszym w Wielkich Oczach żydowskim domem modlitwy, gdyż społeczność wielkoockich Żydów sięga swoją historią czasów przed XVIII wiekiem, kiedy według ówczesnego spisu obywateli stanowili oni ponad 1/3 mieszkańców i posiadali dwie murowane synagogi. Zaledwie pięć lat po zbudowaniu bożnicy, w roku w 1915 podczas walk I wojny światowej została ona zniszczona. Wkrótce gmina żydowska przystąpiła do odbudowy. Projekt zlecono architektowi Janowi Sas-Zubrzyckiemu znanemu z udanych realizacji wielu neogotyckich kościołów. W 1917 roku sporządził on projekt synagogi, który 10 lat później zrealizowano.
W 1927 roku, dzięki finansowej pomocy Eliahu Gottfrieda oraz innych amerykańskich Żydów którzy wyemigrowali z Wielkich Oczów, odbudowa synagogi została ukończona. 12 lat później wybuchła II wojna światowa, która przyniosła tragiczny koniec lokalnej społeczności Żydów. Synagoga przetrwała wojnę, a po jej zakończeniu przez wiele lat stała opuszczona i niszczała.
W latach 60. w budynku ulokowano magazyn, biuro, skład mebli oraz punkt skupu jaj miejscowej spółdzielni rolniczej. Wówczas synagogę wyremontowano, w przedsionku oraz przyległych pomieszczeniach wykonano nową posadzkę, wstawiono nowe drzwi wejściowe, wykonano nadtynkową instalację elektryczną, ale również doprowadzono do zniszczenia pozostałości jej cennego wyposażenia. 
W początkach lat 90. spółdzielnia opuściła synagogę, która od tego czasu stała opuszczona i popadała w ruinę. W 1999 roku władze Gminy Wielkie Oczy dokonały prowizorycznego zabezpieczenia pokrycia dachu w miejsce zerwanych arkuszy blachy. Po roku 1989 nawiązała się współpraca miejscowych organizacji kulturalnych, wielkoockiej parafii i potomków żydowskich mieszkańców wsi, mająca na celu przeprowadzenie remontu bożnicy i adaptację na gminny dom kultury i bibliotekę. Wielkie Oczy będą też częścią Szlaku Chasydzkiego, planowanego przez Fundację Odnowy Dziedzictwa Żydowskiego. W 2011 roku dzięki staraniom władz gminy ukończono remont synagogi i pełni on funkcję biblioteki publicznej.

## Architektura
Murowany z cegły i tynkowany budynek synagogi wzniesiono na planie prostokąta o wymiarach 20 na 16 metrów. Wejście główne znajduje się od strony zachodniej, do synagogi prowadzą dwuskrzydłowe, płycinowe drzwi. Frontowa elewacja podzielona jest na trzy pola - w środkowym znajdują się drzwi otoczone łukowym portalem, nad nimi, na poziomie piętra okrągłe okno (oculus) z podziałami w kształcie Gwiazdy Dawida. W bocznych polach znajdują się pary arkadkowych okien. Pola elewacji oddzielają proste filary (lizeny). Pod gzymsem przebiega arkadkowy fryz, łączący płaszczyzny filarów.
Elewacje boczne posiadają pięć podobnych pól dzielonych filarami, z których to pól pierwsze pozbawione jest okien, drugie posiada podobne jak elewacja frontowa pary arkadowych okien na obu kondygnacjach, a trzy pozostałe posiadają wysokie, półkoliście zamknięte okna. Dach synagogi jest czterospadowy, o niewielkim spadku, kryty blachą. 
Wnętrze bożnicy pozbawione zostało oryginalnego wyposażenia i ozdób, prawdopodobnie w latach powojennych zmieniono też układ pomieszczeń w części przedniej. Usunięto oryginalne posadzki sieni i pomieszczeń użytkowych zastępując je betonowymi podłogami. 
Przez drzwi frontowe wchodzi się do sieni, z niej na prawo strome schody prowadzą na piętro, gdzie znajduje się babiniec, połączony sześcioma półkolistymi otworami okiennymi z główną salą modlitewną. Sama sala ma kształt zbliżony do kwadratu i jest obniżona względem otoczenia. Zachowały się w niej płycinowe dekoracje ścian poniżej okien, niewielkie rozety na suficie i tablica z hebrajskim napisem upamiętniającym fundatorów. Nie zachowała się oryginalna posadzka, bima (oryginalna wykonana była z kutego żelaza), duża żelazna menora stojąca pod wschodnią ścianą, ani Aron ha-kodesz (pozostał tylko otwór w ścianie). Główną salę oświetla dwanaście okien - dziesięć dużych i dwa małe, ponad miejscem na Aron ha-kodesz. Posiadały one kolorowe tafle szyb.

## Galeria

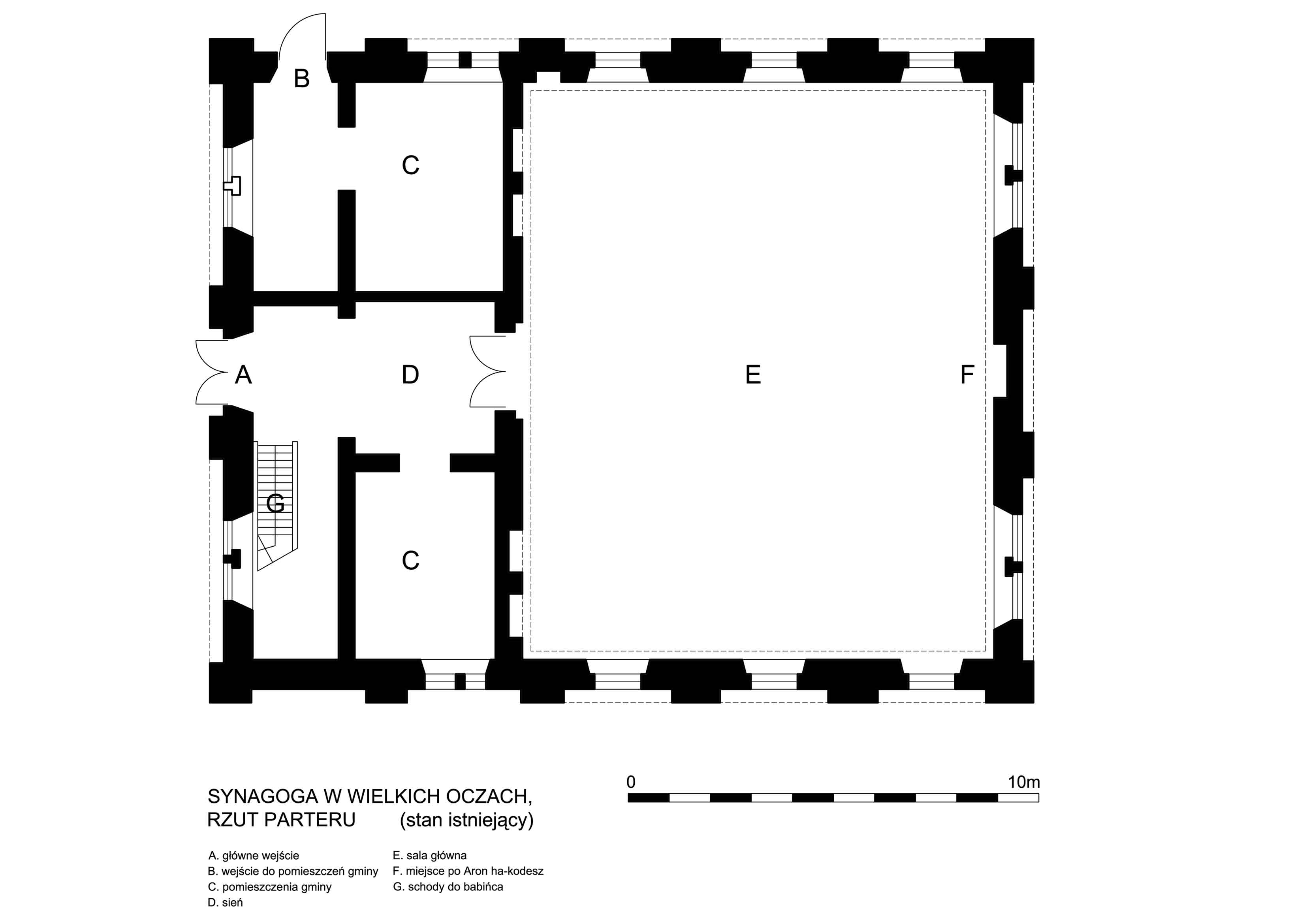
Rzut parteru
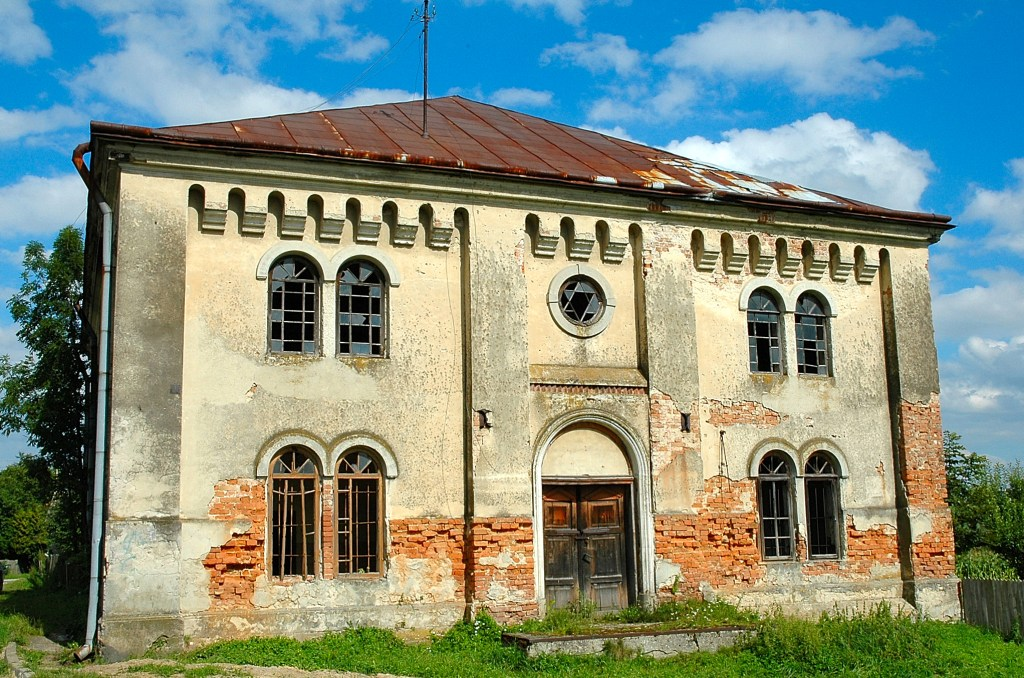
Ściana frontowa (stan przed remontem)
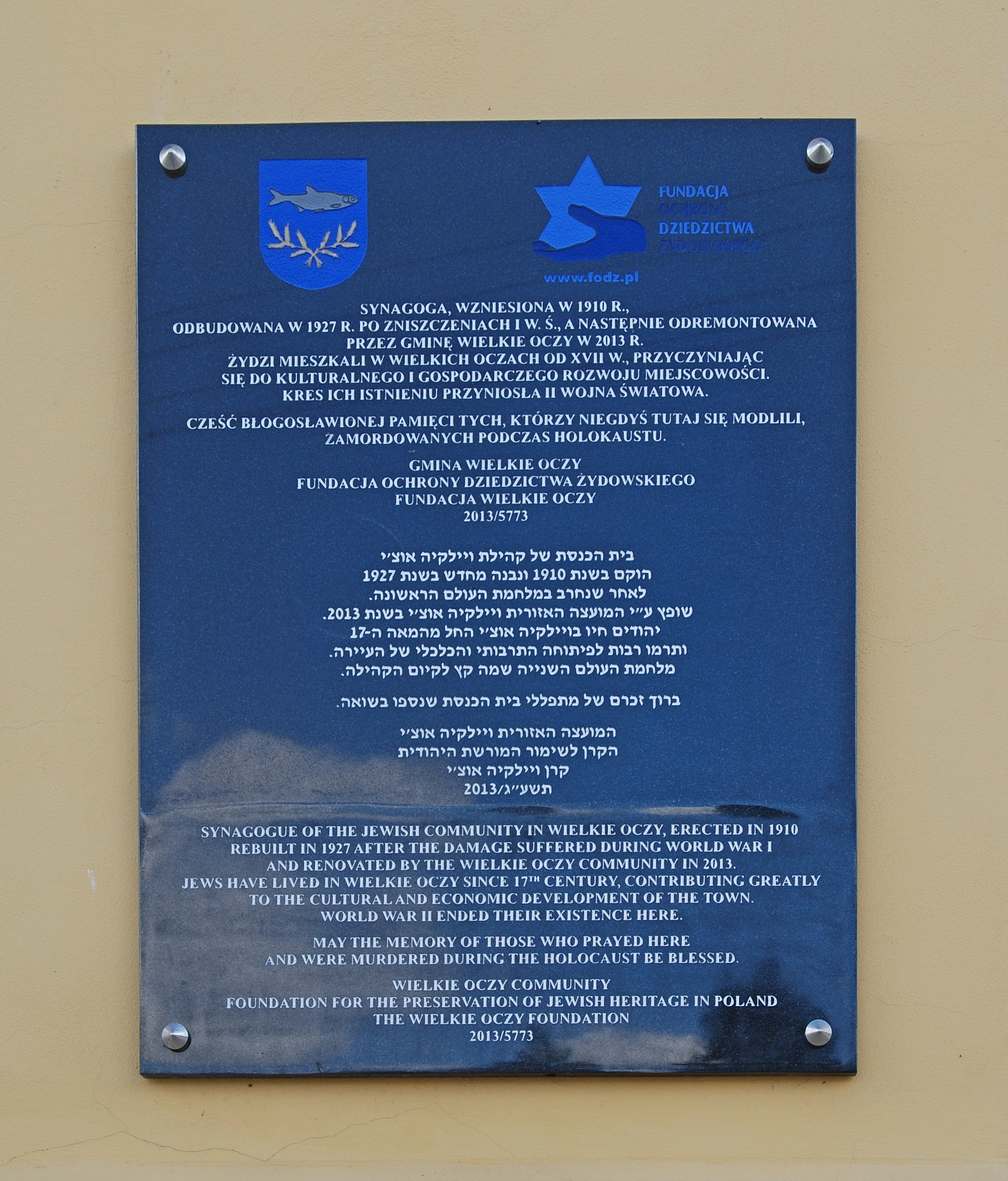
Tablica pamiątkowa na ścianie frontowej